# Nizar Khalfan
Nizar Khalfan (Mtwara, 21 giugno 1988) è un calciatore tanzaniano, centrocampista del Singida United.

## Carriera

### Club
Dopo aver giocato con varie squadre di club, nel 2009 si trasferisce al Vancouver Whitecaps, squadra della Major League Soccer.

### Nazionale
Nel 2006 ha esordito con la Nazionale tanzaniana.